# Grammisgalan 1993
Grammisgalan 1993 hölls på Berns salonger i Stockholm den 27 februari 1993, och gällde 1992 års prestationer. Juryns specialpris tilldelades Peps Persson med motiveringen "en spelman med bägge fötterna djupt i den skånska myllan som spelat världens musik långt innan "världsmusik" fanns".
Galan kom också att uppmärksammas efter att popbandet Popsicles gitarrist Fredrik Norberg i sitt tacktal önskat att medlemmarna i dansbandet Arvingarna skulle omkomma i en bussolycka.

## Priser
- Årets barn: Musikrummet Majas alfabetssånger
- Årets dansband: Arvingarna Coola killar
- Årets folkmusik/visa Hedningarna Kaksi
- Årets hårdrock: Sator Headquake
- Årets instrumentalt: Johan Söderqvist Musik ur Freud och Agnes Cecilia
- Årets jazz: Mikael Råberg Mikael Råberg Big Band
- Årets modern dans: Clubland Adventures Beyond Clubland
- Årets musikvideo: Peter LeMarc Det finns inget bättre
- Årets popgrupp: Docenterna På lyckliga gatan
- Årets manliga popartist: Staffan Hellstrand Eld
- Årets kvinnliga pop/rockartist: Lisa Nilsson Himlen runt hörnet
- Årets rockgrupp: Popsicle Lacquer
- Årets manliga rockartist: Mats Ronander Himlen gråter för Elmore James
- Årets album: Lisa Nilsson Himlen runt hörnet
- Årets låt: Lisa Nilsson Himlen runt hörnet
- Årets specialutgåva: Povel Ramel Ramels klassiker
- Årets artist: Marie Fredriksson
- Årets kompositör: Mauro Scocco
- Årets nykomling: Stefan Andersson
- Årets producent: Johan Ekelund
- Årets textförfattare: Peter LeMarc
- Juryns hederspris: Abba, Stikkan Anderson och Michael B. Tretow
- Juryns specialpris: Peps Persson

### Fotnoter
1. ↑  ”Den tynande skivindustrin”. Dagens nyheter. 28 februari 1993. http://www.dn.se/arkiv/teater/den-tynande-skivindustrin/. Läst 1 mars 2017.
2. ↑  Betty Skawonius. Dagens Nyheter 28 februari 1993
3. ↑  Emma Hjortman (15 januari 2016). ”Arvingarnas rädsla efter rivalens önskan”. Expressen. http://www.expressen.se/noje/arvingarnas-radsla-efter-rivalens-onskan/. Läst 1 mars 2017.